# Polyergus rufescens
Espèce
Polyergus rufescens ou « fourmi amazone »,  est une espèce de fourmis « esclavagistes » : elles mènent des raids parfois spectaculaires vu leur nombre contre des nids de certaines espèces du genre Formica, volent les larves et les nymphes et les transportent vers leur propre nid. Elles élèvent les larves et nymphes volées comme des « esclaves » chargées de prendre soin des fourmis amazones, incapables de se nourrir seules.

## Caractéristiques
Les travailleuses sont brun-rougeâtre et mesurent 5 à 7 mm de long, les reines sont brun foncé, de 8,0 à 9,5 mm de long, et les mâles sont noirs et de 6,0 à 7,5 mm de long. En s'adaptant à la vie de chasseurs d'esclaves, les pièces buccales se sont hautement spécialisées. Les mandibules se sont transformées en outils de mise à mort efficaces. Elles sont en forme de faucille et sont très tranchantes et finement dentelées. Avec ces mandibules, les fourmis amazones peuvent pénétrer des parties du corps aussi lourdement blindées que la tête ou la poitrine des autres fourmis. Les maxilles et la lèvre sont cependant beaucoup plus courtes et probablement non fonctionnelles. Les antennes ont 12 chaînons. Au cours d'une attaque de nid de Formica fusca, les amazones diffusent des phéromones mandibulaires qui ont un double effet : elles déclenchent la panique chez les fourmis assiégées, et stimulent l'ardeur des assaillantes.

## Distribution
L'espèce est présente dans le Sud de la France, Espagne, Allemagne, Suisse et en République tchèque. En Belgique, une seule observation date de 1918, l'espèce n'a plus été vue depuis.